# Jane Boleyn
Pour les articles homonymes, voir Boleyn.
Jane Boleyn dite Lady Rochford (vers 1505 - 13 février 1542), vicomtesse Rochford, est la belle-sœur de la reine consort d'Angleterre Anne Boleyn. Elle est exécutée avec Catherine Howard sur ordre d'Henry VIII à la Tour de Londres.

## Biographie

### Enfance et mariage
Née Jane Parker, elle est la fille de Henry Parker, 10e baron de Morley et de Alice St John (†1552), la fille aînée de John St John de Bletsoe. Sa famille est riche et puissante, elle fait partie de la haute société anglaise et est active sur le plan politique. Son père est un intellectuel, qui manifeste un vif intérêt pour l’éducation et la culture.

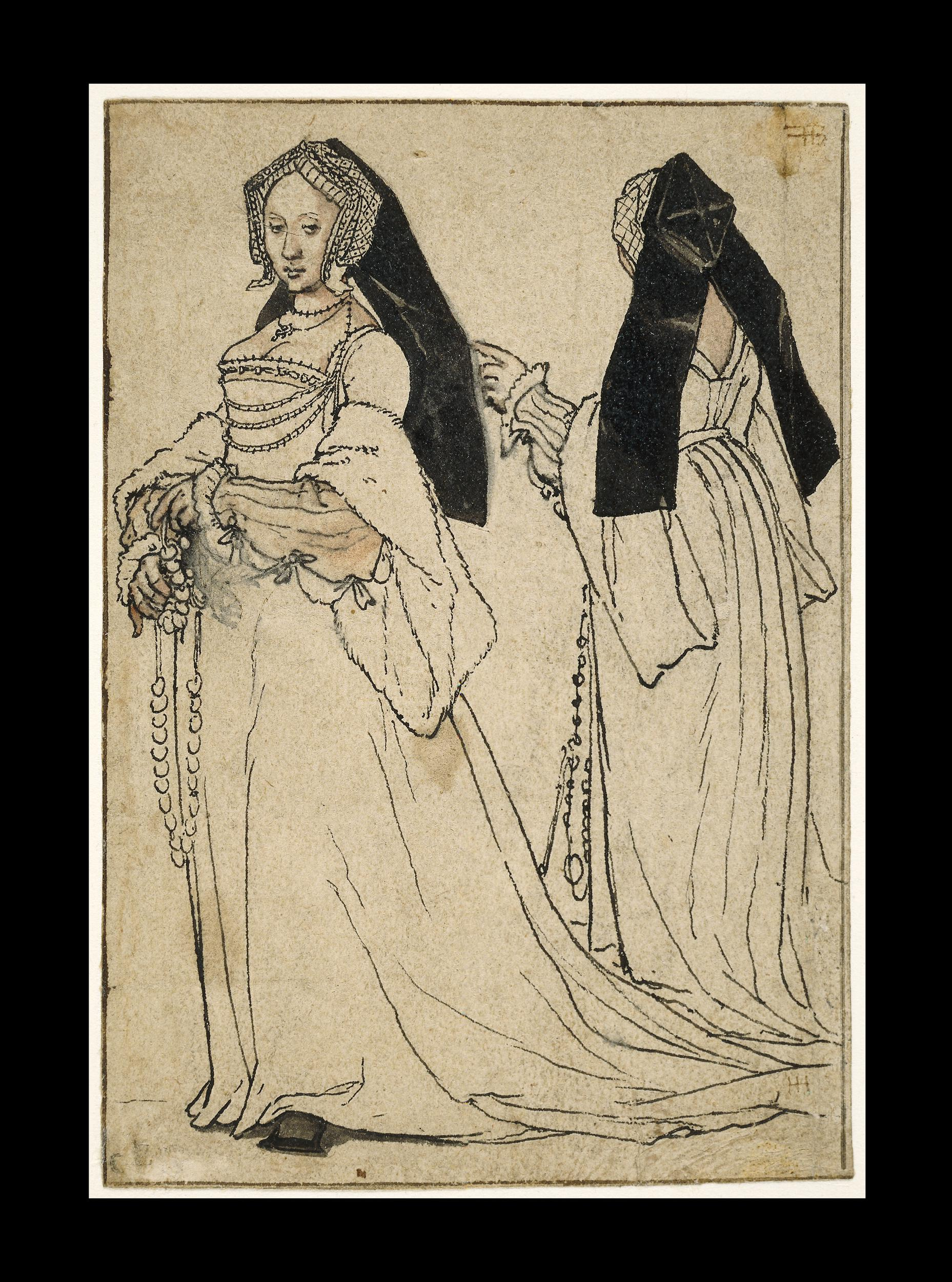
Femme inconnue en robe Tudor.

Elle est envoyée à la cour une fois adolescente, et y rejoint la maison de la reine Catherine d'Aragon, épouse du roi Henri VIII d'Angleterre. Elle apparaît pour la première fois à la cour d'Angleterre en 1522, quand elle joue un rôle dans la reconstitution de l’assaut du Château Vert, que le roi Henri VIII donne pour impressionner des ambassadeurs. On ne possède pas de description physique ni de portrait d'elle, on peut néanmoins supposer qu’elle était belle, car elle a été choisie pour jouer l'un des principaux rôles, la Constance, l’une des sept Vertus, au côté de la sœur du roi, Marie Tudor et de ses futures belles-sœurs Anne Boleyn et Mary Boleyn. Dans sa biographie, Julia Fox considère que le dessin de Hans Holbein « Unknown woman in Tudor dress » est une des meilleures représentation de Lady Rochford. 
Fin 1526, elle épouse George Boleyn, vicomte de Rochefort, frère de la future épouse d'Henri VIII d'Angleterre, Anne Boleyn. À cette époque, cependant, cette dernière n’a pas encore noué de relation avec le roi, bien qu’elle soit déjà une figure incontournable de la noble société anglaise.

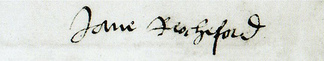
Signature de Lady Rochford.

En cadeau de mariage, le roi offre à Jane et George le manoir de Grimston dans le Norfolk. Puisqu’elle est devenue par mariage Vicomtesse Rochford, elle est connue à la Cour, et ensuite par les historiens sous le nom de « Lady Rochford ». Alors que la richesse et l’influence de la famille augmentent, le couple obtient comme résidence le palais de Beaulieu en 1531.
Le mariage de George et Jane est généralement décrit comme malheureux. L'historienne Retha M. Warnicke suggère que George est peut-être homosexuel ou bisexuel ce qui expliquerait les difficultés de leur relation conjugale. Selon l'écrivain George Cavendish, proche du Cardinal Thomas Wolsey, George Boleyn est particulièrement gâté par la nature, il a de la grâce, de nombreuses aptitudes et qualités naturelles mais il vit "de façon bestiale, forçant les veuves, déflorant les vierges", il est lubrique et avide de toutes les femmes.
La nature exacte de ses rapports avec sa royale belle-sœur est cependant peu claire, et nous ne possédons aucun témoignage fiable de ce qu’elle pensait de son autre belle-sœur Mary, qui vit comme elle à la Cour depuis son adolescence. On pense fréquemment que Jane n’est pas particulièrement proche d’Anne, en raison de sa supposée jalousie. L'historienne américaine Retha M. Warnicke écrit qu'Anne Boleyn, belle sœur de Jane, est « la parfaite dame de Cour… Son maintien était gracieux et ses habits à la mode française étaient ravissants et d’un grand style, elle dansait avec aisance, avait une charmante voix chantante, jouait du luth et de plusieurs autres instruments, et parlait couramment français. Une jeune fille noble, intelligente et vive, qui engageait la conversation et divertissait ses interlocuteurs… En bref, son énergie et sa vitalité faisaient d’elle le centre de l’attention générale, en toutes circonstances. » Toutes ces qualités fondent la légende selon laquelle Jane la hait instantanément ; cependant, quand bien même cela eût été vrai, elle n’en montre rien. D'ailleurs, Jane complote avec Anne Boleyn pour faire bannir de la Cour une des jeunes maîtresses du Roi, en 1534. Quand Henry découvre qu’elle est impliquée dans l’affaire, lady Rochford est exilée pendant quelques mois. Pour l'historienne Julia Fox « Jane et Anne sont devenues assez proches avec le temps, comme le prouvent les confidences d'Anne ».

## Rôle dans l'exécution d'Anne et George Boleyn

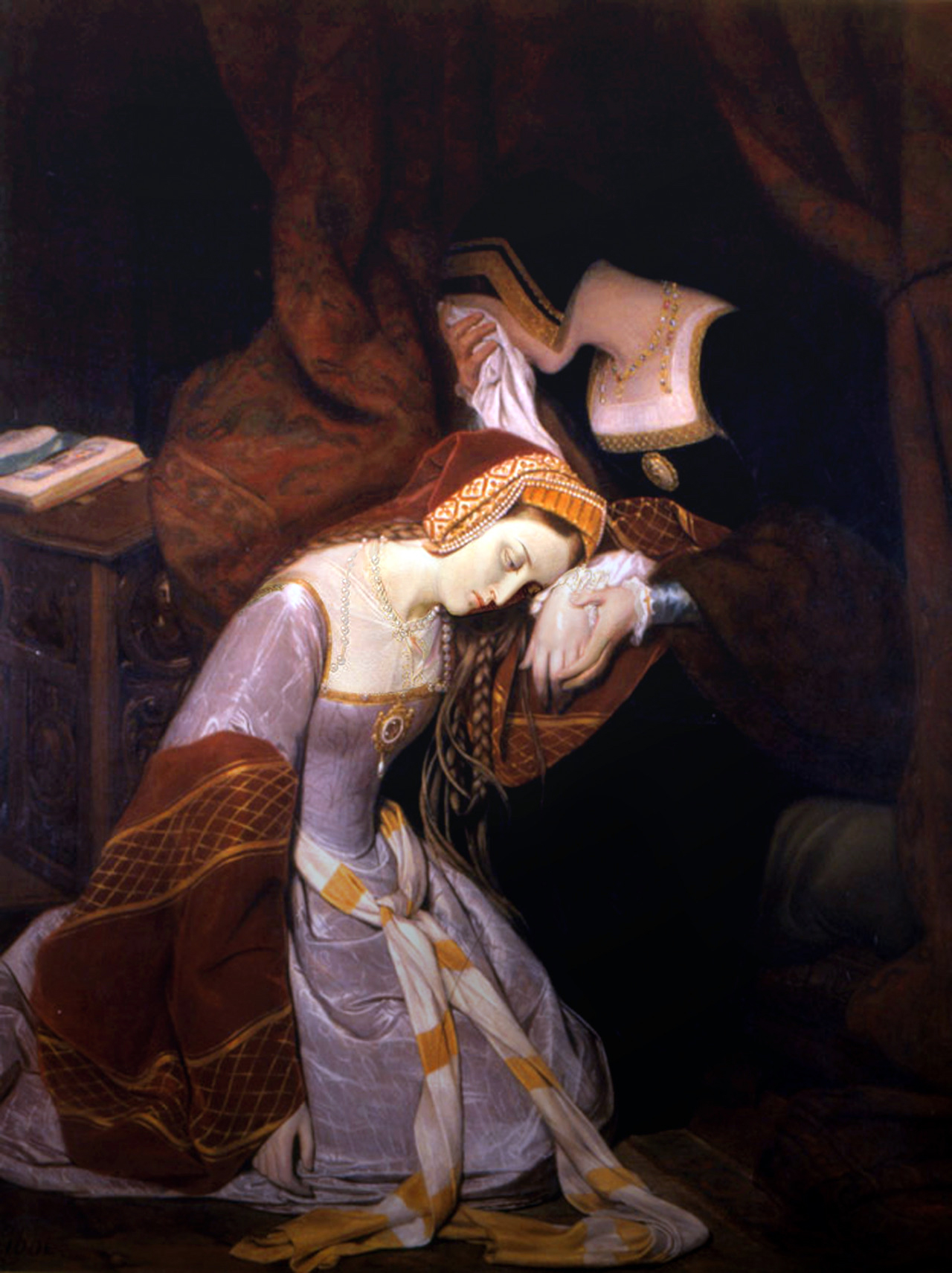
Anne Boleyn à la Tour de Londres.

Après onze ans de mariage, George Boleyn est arrêté, ainsi que sa sœur Anne, en mai 1536 et tous deux sont emprisonnés à la Tour de Londres. Anne est accusée d'adultère, d'inceste et de haute trahison, George est accusé d’avoir eu des relations sexuelles avec sa sœur, la Reine. D'après la biographie d'Henry VIII rédigée au XVIIe siècle par Lord Herbert of Cherbury (qui s'appuie sur le journal disparu d'un témoin du procès), Lady Rochford est « un instrument particulier dans la mort de la Reine Anne » et, par conséquent, dans l'inculpation et la condamnation de son mari. La déclaration qu'elle fait six ans plus tard sur l'échafaud confirme son implication : « Dieu a permis que je subisse ce sort honteux pour me punir d'avoir contribué à la mort de mon mari. Je l'ai faussement accusé d'aimer, de manière incestueuse, sa sœur, la reine Anne Boleyn. Pour cela, je mérite de mourir. Mais je ne suis coupable d'aucun autre crime ». Elle affirme en effet croire que lui et sa sœur Anne avaient une relation incestueuse depuis l’hiver 1535[réf. nécessaire], ce qui sous-entendait que George aurait été le père biologique du fœtus que la Reine avait perdu plus tôt en 1536. Ces rumeurs étaient infondées, d’après la grande majorité des témoins de  l’époque, mais elles apportent un prétexte légal à Cromwell et aux ennemis des Boleyn pour conduire lord Rochford et sa sœur Anne à l’échafaud.   
George Wyatt, premier biographe d'Anne Boleyn, décrit Jane comme étant une « méchante femme, délatrice de son propre époux » et qui souhaite sa mort. À sa suite, des générations d’historiens ont pensé que le témoignage de Jane contre George et Anne Boleyn était plus motivé par sa rancune envers une belle-sœur plus brillante, et un mari qui préférait la compagnie de cette dernière à celle de son épouse, que par une réelle conviction de leur culpabilité. Pourtant, d'après John Spelman, l'un des juges au procès d'Anne, « l'affaire a été révélée par une femme nommée » Lady Wingfield, sur son lit de mort et, à en croire l'un des membres de la cour du Roi, les « premières accusatrices » d'Anne Boleyn sont « Lady Worcester, Nan Cobham, et une autre dame de compagnie mais Lady Worcester est la première ».  
Pour l'historienne Alison Weir, le témoignage de Jane est motivé par la nécessité de « sauver sa peau » en se désolidarisant radicalement du clan Boleyn auquel elle est intimement liée et éviter ainsi d'être emportée par le « maelstrom de leur destruction ». Il est également possible que Cromwell, conscient de la situation précaire de Jane, ne lui ait pas laissé d'autre choix que de coopérer pour « sauvegarder son cou ».  
George Boleyn est décapité à Tower Hill, le 17 mai 1536, devant une foule immense. Ses dernières paroles sont surtout destinées à affirmer sa nouvelle foi protestante. Henry Norris, Francis Weston, William Brereton et Mark Smeaton, musicien à la cour, sont exécutés avec lui, également accusés d'avoir été amants d'Anne. Seul Mark Smeaton avoue ce crime, après avoir été sauvagement torturé. Les autres, étant aristocrates, ne pouvaient être soumis à la question.

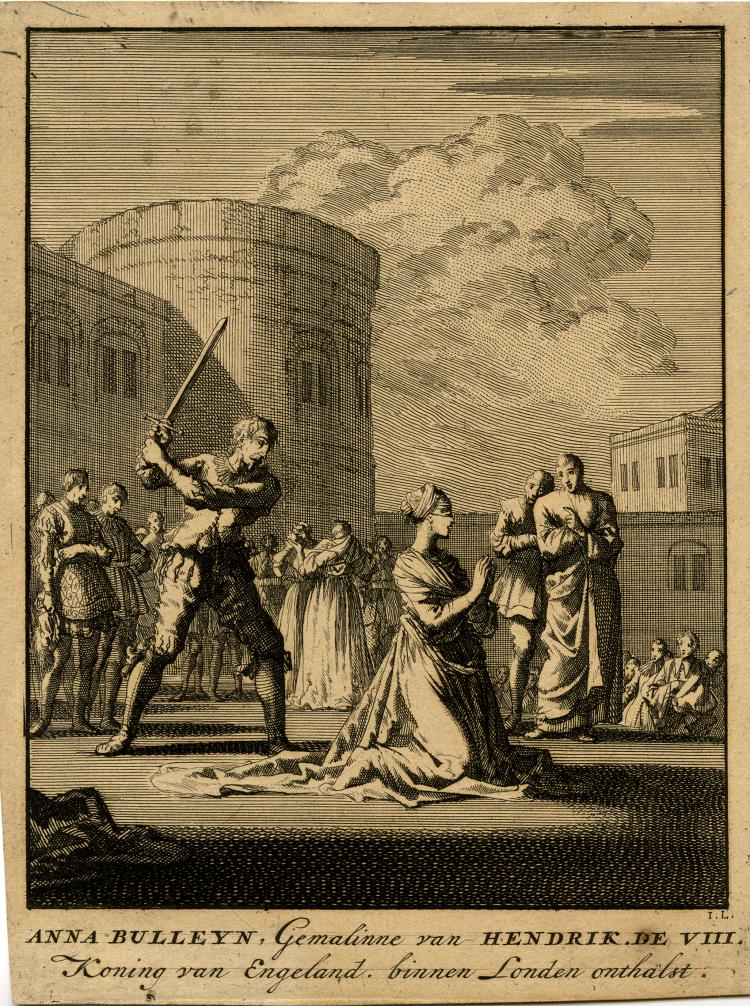
Exécution d'Anne Boleyn.

Anne meurt deux jours après, décapitée par un bourreau français de Calais, dans l'enceinte de la Tour de Londres. L'historienne Julia Fox décrit la mort d'Anne comme « son ultime performance ». Son courage sur l'échafaud est beaucoup commenté, contribuant à la légende qu'elle va devenir. On ignore si Jane assiste à l'exécution de son époux ou de sa belle-sœur, mais la compassion posthume largement éprouvée envers Anne contribue à donner le mauvais rôle à tous ceux qui ont contribué à sa chute.
Bien que l'implication de Jane soit réelle dans la chute des Boleyn, la période qui s'ensuit est extrêmement difficile pour elle, tant socialement que financièrement. Les terres que les Boleyn ont peu à peu obtenues pendant le règne d'Anne et les quatre générations précédentes, y compris les titres de Comte de Wiltshire et Comte d'Ormond, se transmettent uniquement par la lignée mâle. Tout est donc perdu à la mort de George. Jane continue de porter le titre de Vicomtesse Rochford, mais faute de fils elle ne peut pas vraiment profiter de ce qu'il reste de la fortune des Boleyn.
L'exécution de George et Anne prive également Jane de source de revenu et de sa position à la cour. Elle dépend dès lors du bon vouloir de son beau-père, Thomas Boleyn, à respecter les conditions de sa jointure et se voit contrainte de « mendier une aide financière » auprès de Cromwell. C'est donc un vrai désastre pour Lady Rochford, qui apparait comme une victime collatérale de la chute de la famille Boleyn aux yeux de l'historienne Charlie Fenton, et en aucun cas une complice. 

### Intrigues
Après l'exécution de son époux, Lady Rochford s'absente de la Cour. Pendant cette période, elle passe la majorité de son temps à tenter de stabiliser sa situation financière, notamment en négociant avec son père et son beau-père, mais principalement avec Thomas Cromwell, le principal ministre du Roi. Les Boleyns lui allouent la confortable pension de 100 £, exactement ce qu'ils ont accordé à leur fille aînée Mary quand elle est devenue veuve huit ans plus tôt. Cela n'est pas ce qu'elle avait quand elle était la belle-sœur de la Reine, mais c'est assez pour lui permettre de maintenir le niveau de vie moyen de la haute société anglaise, essentiel pour qu'elle puisse paraître à la Cour, ce à quoi elle travaille activement de 1536 à 1537. On ignore la date précise de son retour à la Cour, mais elle y est dame d'honneur de la Reine Jeanne Seymour, ce qui signifie que c'est environ un an après la mort de son époux (Seymour meurt dix-huit mois après être devenue reine). Son titre de vicomtesse l'autorise à être accompagnée d'une partie de ses serviteurs, de vivre au palais, et d'être appelée « Lady Rochford ». Des repas fins lui étaient fournis chaque jour, payés par la maison de la reine.
Quand Jane Seymour meurt, le Roi se remarie avec une princesse allemande, Anne de Clèves. Lady Rochford aide le Roi à divorcer d'elle, en juillet 1540, en affirmant que la Reine lui a confié que le mariage n'a jamais été consommé. Henry peut ainsi obtenir l'annulation du sacrement, et épouser sa jeune maîtresse, Catherine Howard.
Lady Rochford conserve son poste de dame d'honneur de la nouvelle reine, et exerce sur elle une influence considérable, devenant l'une de ses favorites. Quand la petite reine se lasse de son vieil époux obèse, c'est Lady Rochford qui participe à l'organisation des rendez-vous secrets entre Catherine et le séduisant courtisan Thomas Culpeper.
Catherine Howard avoue plus tard ne pas avoir été chaste avant son mariage, mais on ignore si sa relation avec Culpepper fut consommée. Le passé de Catherine est dévoilé au grand jour à l'automne 1541, et une enquête sur sa vie privée est diligentée. Au début, la Reine est confinée dans ses appartements, puis enfermée à l'abbaye de Syon, un couvent éloigné de la Cour. On interroge les proches de Catherine, et leurs appartements sont fouillés. La plupart des servantes et des dames d'honneur mentionnent la conduite suspecte de Lady Rochford vis-à-vis de Catherine et Culpepper, ce qui mène à l'arrestation de Jane. On découvre par la suite une lettre d'amour écrite par Catherine, et adressée à Culpepper, qui faisait explicitement part du rôle de la vicomtesse dans leur rendez-vous. Aider la reine à commettre un adultère est un crime passible de la peine de mort dans l'Angleterre des Tudor. Jane est emprisonnée à la Tour de Londres pendant plusieurs mois, alors que le gouvernement statue sur comment et quand décider du sort des accusées.

### Déchéance et exécution
Pendant son incarcération à la Tour, elle est interrogée de nombreuses fois, mais, étant noble, elle n'est pas torturée. Cependant, soumise à une intense pression psychologique, elle semble avoir souffert d'une profonde dépression nerveuse, et elle est déclarée folle au début de l'année 1542. Ses crises d'hystérie empêchent toute poursuite pour complicité d'adultère dirigée contre elle. Mais, déterminé à ce qu'elle soit châtiée, le roi édicte une loi permettant l'exécution des fous[réf. incomplète].
Jane est donc condamnée à mort par décret, sans procès, et la date d'exécution est fixée de 13 février 1542, le même jour que Catherine Howard.
La Reine meurt d'abord, alors qu'elle est dans un état physique très faible, mais assez calme. Jane, qui a assisté à la mort de la jeune fille sur l'échafaud, fait ensuite un discours avant de s'agenouiller devant le billot. Malgré sa dépression ayant duré les cinq mois précédents, elle est digne et posée, et le comportement des deux femmes face à la mort est unanimement loué. Ottwell Johnson, un marchand ayant assisté à l'exécution, écrit que leurs « esprits devaient être auprès de Dieu, car elles eurent la plus chrétienne des fins ». L'ambassadeur français Marillac témoigna que Jane a fait un « long discours »; Johnson dit qu'elle s'excusa pour ses « nombreux péchés », mais son récit ne corrobore pas la légende qui affirma par la suite qu'elle avait parlé du sort de son époux ou de sa belle-sœur.
Elle est décapitée d'un seul coup, enterrée dans la chapelle de la Tour de Londres auprès de Catherine Howard, à côté des corps de Anne Boleyn et de George Boleyn.

### Source
- (en) Cet article est partiellement ou en totalité issu de l’article de Wikipédia en anglais intitulé « Jane Boleyn, Viscountess Rochford » (voir la liste des auteurs).